# 李小璐
李小璐（1982年9月30日—），中國大陸女演員、歌手，籍贯安徽安庆。1985年参加八一电影制片厂电影《小岛》。1998年憑電影《天浴》獲得第35屆金馬獎最佳女主角獎。

## 生平
李小璐出生于北京的演绎世家，爷爷是八一电影制片厂的老员工、抗战老兵，父親李丹宁是原八一电影制片厂的演員和導演，母親张伟欣是舞蹈演员。因母亲为中俄混血，所以她有四分之一的俄罗斯血统。李小璐3岁便开始参演电影《孔子青少年時代》，飾演兒童時期的孔子。
1998年，李小璐凭借电影《天浴》赢得金马奖最佳女主角。接下来的两年，李小璐保持低调，直到2001年凭借《都是天使惹的祸》重回聚光灯，之後又拍了《少年張三豐》(2001)和《我的淘氣天使》(2002)。
2005年，李小璐凭借中日合拍电影《关于爱》赢得罗马尼亚国际电影节最佳女主角。
2007年，李小璐参演青春电视剧《奋斗》。该剧改编自石康的同名小说，获得了意外好评，被视为中国现代题材电视剧的开创制作，而李小璐在剧中扮演的杨晓芸一角深入观众人心。在同年的中国金鹰电视艺术节上，李小璐被封为“金鹰女神”。
2011年，她参演古装奇幻电视剧《唐宫美人天下》，是她六年来的首部古装剧。随后，她出演了《当婆婆遇上妈》、《AA制生活》和《金太狼的幸福生活》等家庭连续剧，奠定了“国民媳妇”的地位。凭借《金太狼的幸福生活》，她赢得了华鼎奖最佳女主角奖。
2013年，她参演冯小刚执导电影《私人订制》，在片中一人分饰多角。

## 感情生活
- 2002年，因拍《十三格格》，認識李晨，開始拍拖，2006年分開。
- 2006年，一度和搭檔任泉傳出緋聞，可能只是為戲炒作。
- 2006年，經陳丟丟的介紹，認識了韓庚，很快就擦出愛情的火花，透過狗仔跟拍和雜誌的「街頭窒息深吻」、「臥懷撒嬌雙宿雙飛」、「地下情鐵證如山」，三句話實錘了倆人關係，但兩人從未公開承認戀情，2008年，因狗仔拍到韓庚和牛萌萌吃宵夜的照片而生變。
- 2008年，26歲的李小璐，在董璇的火鍋局中，認識了24歲賈乃亮，李向賈借看手機，賈因太緊張，差點把手機掉進火鍋裡，自此賈開始追求李小璐。為了討好李小璐，賈乃亮給自己打了一串耳洞，耳朵因而發炎。
- 2008年，因拍攝《戰北平》結識了蒲巴甲，兩人還被媒體拍到同遊馬爾代夫。
- 2010年2月8日，和賈乃亮交往。
- 2012年3月31日，接受贾乃亮求婚。[19]2012年6月28日，贾乃亮与李小璐在相识1314天的时候，在北京领取结婚证。7月6日，两人在北京举行婚礼，婚禮中，贾乃亮下跪並親吻了李小璐的腳。[20]

- 2012年10月23日，李小璐在北京誕女兒贾云馨，小名甜馨兒。[21]

- 2016年，《我們的少年時代》開機，女主角李小璐和剛離婚不久的男主角薛之謙，一度傳出誹聞，並沒有拍到私下的照片，可能只是為戲炒作。
- 2017年12月31日，李小璐傳出與饒舌歌手PG ONE婚外情事件，爆與PG One過夜，随后两人的亲密视频也被传出[22]。

- 2019年11月14日，贾乃亮工作室发声明称与李小璐离婚[23][24]。翌日，李小璐在微博发表长文，详述一年多的心路历程[25]。

## 争议事件

### 插刀教事件
2012年2月，女演员邊瀟瀟谴责印小天在拍戏现场动手打人，随后，杜淳、李晨、贾乃亮、杨子、李小璐等人纷纷指责印小天，让他道歉。然而监控视频证明印小天没有打人。李晨等人之后依然指责印小天。印小天的海澜之家代言亦被杜淳夺走。

### 疑似整容
李小璐不斷傳出整容疑雲，但本人未置可否。2013年9月，李小璐在微博發出幾張自拍照，引來眾多網友質疑其整容的評論。李小璐憤怒刪除原微博，隨後，又自拍一張PS照炮轟網友：「看了罵我的人的照片，終於知道為什麼他們心裡那麼不美好了。」

### 夜宿门事件
2017年底傳出與饒舌歌手PG One婚外情事件。李小璐謊稱做頭髮，實則與PG One共度一夜。事件同时引發对嘻哈音樂的讨论，李小璐被封「平嘻王」。

### 親密視頻洩露
2019年10月30日，李小璐与PG One的多段亲密影片曝光，視頻中兩人在音樂的伴奏下，共同作出多種親密動作，擁抱、接吻舉止親密。 PG One聲明稱，視頻拍攝於2018年3月至4月間。2019年11月14日，贾乃亮工作室发声明称与李小璐离婚。

## 影视作品

### 电影
| 上映年份 | 电影名             | 角色         | 备注                                 |
| 1984年   | 小岛               | 婴儿         |                                      |
| 1985年   | 我只流三次泪       | 小小         |                                      |
| 1994年   | 留村查看           | 小芳         |                                      |
| 1998年   | 天浴               | 文秀         |                                      |
| 2002年   | 我心飞翔           | 虹           |                                      |
| 2003年   | 让我们记住         | 年轻护士林琳 | 原名《记住》                         |
| 2004年   | 关于爱（上海篇）   | 蕴蕴         | 又名《恋爱地图》                     |
| 2005年   | 冈拉梅朵           |              | 因高原反应，未拍完。                 |
| 2006年   | 天堂口             | 素珍         |                                      |
| 2006年   | 白衣天使           | 白若琳       |                                      |
| 2007年   | PUSH               | POP GIRL     | 2009年                               |
| 2008年   | 桃花运             | 晓美         |                                      |
| 2009年   | 夜·店              | 唐晓莲       | 原名《超市》                         |
| 2009年   | 等着你回来         | 小芙蓉       |                                      |
| 2009年   | 七天爱上你         | 晏青/白叶    | 原名：《树顶上的恋人》《浪漫屋之恋》 |
| 2010年   | 人在囧途           | 娜娜         |                                      |
| 2011年   | 古堡之吻           | 睦           |                                      |
| 2011年   | 无敌销房队         | 月亮         |                                      |
| 2012年   | 时光恋人           | 苏琳         | 原名《勇敢游戏》                     |
| 2013年   | 私人定制           | 小璐         |                                      |
| 2015年   | 消失的凶手         | 常胜         |                                      |
| 2015年   | 從天兒降           | 鹿米嘉       |                                      |
| 2017年   | 东北往事之破马张飞 | 李小璐       | 客串                                 |

### 电视剧
| 首播年份 | 剧名                     | 角色         | 备注             |
| 1984年   | 孔子青少年时代           | 孔子 (婴儿)  |                  |
| 1985年   | 在我们的城市里           |              |                  |
| 1986年   | 牛朗寻织女               |              |                  |
| 1987年   | 柏油马路上的战争         |              |                  |
| 1991年   | 少年张三丰               | 小莲（幼年） |                  |
| 1997年   | 母亲                     | 灵芝         |                  |
| 1999年   | 乡野奇谈之长寿不老猴     | 翠烟         |                  |
| 1999年   | 红色警戒                 | 魏亦凤       |                  |
| 2000年   | 都是天使惹的祸           | 林小如       |                  |
| 2000年   | 迷侠                     | 阿咪         |                  |
| 2001年   | 少年英雄之洪文定         | 蓟罘藟       |                  |
| 2002年   | 青春的童话               | 莫南         |                  |
| 2002年   | 少年张三丰               | 明道红       | 又名：武侠张三丰 |
| 2002年   | 蝶舞天涯                 | 耳朵         | 原名：吕布与貂蝉 |
| 2002年   | 天空下的缘分之城市的月光 | 阿眉         |                  |
| 2002年   | 我的淘气天使             | 程小鹿       |                  |
| 2002年   | 绝世双骄                 | 紫嫣         |                  |
| 2003年   | 大江东去                 | 沈冰冰       |                  |
| 2004年   | 十三格格                 | 十三格格毓琳 |                  |
| 2004年   | 蓝色的妻子紫色的鱼       |              | 2004年拍摄       |
| 2005年   | 赤子乘龙                 | 水玲珑／翡翠 |                  |
| 2005年   | 爱比恨多一点             | 秦婴子       |                  |
| 2005年   | 风吹云动星不动           | 钮曼蝉       |                  |
| 2005年   | 八大豪侠                 | 乐千千       |                  |
| 2006年   | 刻骨铭心的爱             | 林小溪       |                  |
| 2007年   | 奋斗                     | 杨晓芸       |                  |
| 2007年   | 麻雀愛上鳳凰             | 丁曉彤       |                  |
| 2007年   | 第一种危机               | 肖弱语       |                  |
| 2009年   | 战北平                   | 柳繁瑜       |                  |
| 2009年   | 敲敲爱上你               | 唐清舞       |                  |
| 2011年   | 当婆婆遇上妈             | 罗佳         |                  |
| 2011年   | 唐宫美人天下             | 贺兰心兒     | 又名：美人天下   |
| 2012年   | 金太狼的幸福生活         | 米小米       |                  |
| 2012年   | AA制生活                 | 何琪         |                  |
| 2013年   | 女人帮·妞儿第二季        | 伊一         | 網劇             |
| 2014年   | 产科男医生               | 钱小小       |                  |
| 2014年   | 古剑奇谭                 | 韩休宁       |                  |
| 2016年   | 煮妇神探                 | 苟吉祥       |                  |
| 2017年   | 守护丽人                 | 林佳一       |                  |
| 2017年   | 我们的少年时代           | 安谧         |                  |
| 2019年   | 读心                     | 姚遙         |                  |
| 禁播     | 红药水黑咖啡             | 杨五斤       |                  |

### 专辑
- 2005年5月27日 《我的淘气天使》

1. 我的淘气天使
2. 离开地球表面
3. 最美的呼吸
4. Blue Sky
5. 不是吗
6. 小鹿乱撞
7. 说好了
8. 爱情魔力
9. 牵着你的手
10. 主宰

- 2008年11月11日 《东方美EP》

1. 爱的无可救药
2. 东方美
3. 我们的小幸福
4. 小小的甜蜜

## 获奖
- 1998年凭电影《天浴》获第35届金马奖最佳女主角
- 1999年凭电影《天浴》获法国水城首届亚洲电影节最佳女演员
- 2006年凭电影《关于爱》获首届罗马尼亚国际电影节最佳女主角
- 凭《当婆婆遇上妈》获2012年华鼎奖中国百强电视剧最佳女主角 及 全国观众最喜爱的影视十大明星
- 2012年国剧盛典获2012年度最影响力演员

## 经历经纪公司
- 北京九洲亚华演艺经纪有限公司
- 北京华亿星源经纪有限公司
- 橙天娱乐国际有限公司
- 演艺经纪：创新演艺经纪公司（Creative Artists Agency，简称CAA）
- 歌唱经纪：华友经纪有限公司
- 演艺经纪：北大星光